# Cornell (Comtat de Los Angeles)
Cornell és una comunitat no incorporada (unincorporated community) dins la zona de vinyes de les Muntanyes de Santa Mònica (Santa Monica mountains) al Comtat de Los Angeles de Califòrnia, Estats Units. Es troba a 2 milles de Malibu.
Es va fundar l'any 1884. Cornell és una comunitat muntanyosa, situada a 240 m sobre el nivell del mar, que es troba entre Malibu i Agoura Hills. L'antiga oficina de correus més tard es va convertir en The Old Place Restaurant, ara famós per les seves carns, caça, i encantador ambient rústic-chic. The Old Place Restaurant va ser freqüentat per Steve McQueen, Ali MacGraw i Jason Robards als anys 1960. Al costat d'aquest restaurant (a Mulholland Highway) hi ha el popular Cornell Celler i la sala de degustació.